# Xã Union, Quận O'Brien, Iowa
Xã Union (tiếng Anh: Union Township) là một xã thuộc quận O'Brien, tiểu bang Iowa, Hoa Kỳ. Năm 2010, dân số của xã này là 1.272 người.